# Rudolf Perco
Rudolf Perco (* 14. Juli 1884 in Görz; † 31. Januar 1942 in Wien) war ein österreichischer Architekt.

## Leben
Rudolfo Perco war italienischer und slowenischer Abstammung, sein Vater Andrea Perco war einfacher Arbeiter. 1890 übersiedelte die Familie nach Wien. Da Perco zeichnerisch sehr begabt war, war er 1898 bis 1900 Zeichner im Büro von Rudolf Peschel und konnte 1900 bis 1904 als Stipendiat die Staatsgewerbeschule besuchen. Anschließend zeichnete er 1905 im Büro von Albert Hans Pecha und studierte 1906–1910 an der Akademie der bildenden Künste Wien, wo er Schüler von Otto Wagner war. 1908 erhielt er den Peinpreis, für seine Abschlussarbeit erhielt er ein Staatsreisestipendium, den „Rompreis“. Während seines Studiums war Perco auch als Chefzeichner im Büro von Hubert Gessner tätig gewesen.
Danach begann Perco als Mitarbeiter bei Friedrich Ohmann, ehe er sich 1913 als Architekt selbständig machte. Im Ersten Weltkrieg leistete er die ganze Zeit Kriegsdienst, wobei er für die Militärbehörde einige Projekte plante. Er rüstete als Leutnant der Reserve ab, geriet jedoch von 1918 bis 1919 in italienische Kriegsgefangenschaft.
In den ersten Nachkriegsjahren mit ihrer schlechten wirtschaftlichen Situation des Landes hatte Perco nur einen einzigen Auftrag, den Umbau der Villa Toscana in Gmunden für Margarethe Stonborough-Wittgenstein. Deswegen studierte er 1920 bis 1923 an der Technischen Hochschule und gleichzeitig 1920 bis 1924 Jus, das er mit dem Doktorat abschloss.
Das Mitte der 1920er Jahre voll einsetzende umfassende Wohnbauprogramm der Stadt Wien brachte Perco wieder Beschäftigung als Architekt. Er erhielt von der sozialdemokratischen Stadtverwaltung mehrere Aufträge für Großprojekte. Nach wenigen Jahren, als durch die Wirtschaftskrise kaum noch öffentliche Mittel für weitere Wohnbauprojekte existierten, wurde Percos produktive Phase wieder beendet. Dazu kam ab 1933, als im nunmehrigen christlich-sozialen Ständestaat alles Sozialdemokratische zurückgedrängt wurde, dass er dem neuen Regime auch politisch nicht genehm war.
Nach unzähligen vergeblichen Versuchen, in den 30er Jahren bei Ausschreibungen zum Zug zu kommen, begrüßte er daher das Ende der austrofaschistischen Diktatur 1938 durch den Anschluss Österreichs an das Deutsche Reich. Der bis dahin beschäftigungslose Perco erhielt von den nationalsozialistischen Behörden sofort eine Stelle im Planungsbüro von Ludwig Stigler und danach von 1938 bis 1941 im Büro von Franz Kaym. Schließlich kam er im Baureferat des Reichsleiters Baldur von Schirach unter, wo er mit Ausbauplänen für das neugeschaffene Groß-Wien beschäftigt war. 1942 wurde er aus unbekannten Gründen plötzlich entlassen, wobei interne Intrigen innerhalb des Baureferates als Ursache vermutet werden. Er galt als einzelgängerisch und schwierig, als notorischer Nörgler, der zeitlebens unverheiratet blieb. Diesen neuerlichen Rückschlag verkraftete Perco nicht mehr und er starb – laut eines Gedächtnisprotokolls seiner Schwester vom 13. Februar 1942 – durch einen Gasunfall.
1990 wurde ihm zu Ehren die Percostraße in Wien-Kagran benannt.

## Bedeutung
Rudolf Perco hatte in seinen Arbeiten stets den Hang zu einer monumentalen, repräsentativen Bauweise, die sich sowohl in seinen Arbeiten vor dem Ersten Weltkrieg, besonders in den großen Wohnbauten des Roten Wien (Superblocks), als auch in seinen späteren Plänen für das NS-Regime ausdrückte. In den großen Gemeindebauten sollte sich die neu errungene Macht der Arbeiterschaft widerspiegeln, wobei sich die Monumentalität seines größten und bedeutendsten Werkes, der Wohnhausanlage am Engelsplatz, durchaus im Stile einer modernen Sachlichkeit aussprach. In anderen Bauten war seine Architektur stärker mit traditionellen Elementen gekennzeichnet. Charakteristisch für Perco ist die Kühnheit seiner meist unausgeführten Entwürfe.

## Werke
| Foto |                 | Baujahr   | Name                                                                                       | Standort                                                                                    | Beschreibung                                              | Metadaten                                                  |
| ---- | --------------- | --------- | ------------------------------------------------------------------------------------------ | ------------------------------------------------------------------------------------------- | --------------------------------------------------------- | ---------------------------------------------------------- |
| ja   | Datei hochladen | 1913      | Wohn- und Geschäftshaus "Fürstenhof"                                                       | Wien 2, Praterstraße 25 / Zirkusgasse 8 Standort                                            | → Hauptartikel : Fürstenhof (Wien) f1                     | P84(Architekt):Rudolf Perco P131(Ort):Wien Region-ISO:AT-9 |
|      | Datei hochladen | 1913–1914 | Wohn- und Geschäftshaus                                                                    | Wien 2, Taborstraße 1–3 / Obere Donaustraße 10                                              | zerstört                                                  | P84(Architekt): P131(Ort):                                 |
| ja   | Datei hochladen | 1914–1923 | Umbau und Einrichtung der Villa Toscana HERIS-ID: 37873 Objekt-ID: 37282                   | Gmunden, Oberösterreich Standort                                                            | → Hauptartikel : Villa Toscana (Gmunden) f1               | P84(Architekt): P131(Ort):Gmunden Region-ISO:AT-4          |
| ja   | Datei hochladen | 1915–1917 | Heldendenkmal · Wikidata                                                                   | Friedhof Trient/Trento, Italien Standort                                                    | verändert                                                 | P84(Architekt): P131(Ort):Trient Region-ISO:IT-TN          |
| ja   | Datei hochladen | 1925–1926 | Professor-Jodl-Hof HERIS-ID: 48933 Objekt-ID: 52507 Wiener Wohnen: 217                     | Wien 19, Döblinger Gürtel 36 / Guneschgasse / Sommergasse Standort                          | Anmerkung: mit Rudolf Frass und Karl Dorfmeister          | P84(Architekt): P131(Ort):Wien Region-ISO:AT-9             |
| ja   | Datei hochladen | 1926–1927 | Am Wienerberg HERIS-ID: 29047 Wiener Wohnen: 865                                           | Wien 12, Wienerbergstraße 16–20 Standort                                                    | Anmerkung: mit Rudolf Frass und Karl Dorfmeister          | P84(Architekt): P131(Ort):Wien Region-ISO:AT-9             |
| ja   | Datei hochladen | 1928–1929 | Holyhof HERIS-ID: 48717 Objekt-ID: 52260 Wiener Wohnen: 207                                | Wien 17, Heigerleinstraße 104 / Halirschgasse / Gräffergasse Standort                       | → Hauptartikel : Holyhof f1                               | P84(Architekt): P131(Ort):Hernals Region-ISO:AT-9          |
| ja   | Datei hochladen | 1929–1933 | Wohnhausanlage Friedrich-Engels-Platz HERIS-ID: 48125 Objekt-ID: 51521 Wiener Wohnen: 1409 | Wien 20, Engelsplatz / Forsthausgasse / Wehlistraße / Leystraße / Robert-Blumgasse Standort | → Hauptartikel : Wohnhausanlage Friedrich-Engels-Platz f1 | P84(Architekt):Rudolf Perco P131(Ort):Wien Region-ISO:AT-9 |